# FK Dinamo Zoegdidi
FK Zoegdidi (Georgisch: FK ზუგდიდი) is een Georgische voetbalclub uit Zoegdidi.
De club werd in 1919 opgericht. De club kende verschillende naamsveranderingen en fusies. In 2006 fuseerden FC Mglebi en FC Zoegdidi tot Mglebi Zoegdidi. In 2009 werd de naam veranderd in Baia Zoegdidi. In 2012 werd het FK Zoegdidi.

## Naamsveranderingen
- 1919 – Odisji Zoegdidi
- 1964 – EngoeriGES Zoegdidi
- 1965 – Engoeri Zoegdidi
- 1974 – Dinamo Zoegdidi
- 1990 – Odisji Zoegdidi
- 1994 – Dinamo Zoegdidi
- 1995 – Dinamo-Odisji Zoegdidi
- 1990 – Odisji Zoegdidi
- 2000 – Dinamo Zoegdidi
- 2001 – Lazika Zoegdidi
- 2003 – Dinamo Zoegdidi
- 2003 – Spartak-Lazika Zoegdidi
- 2004 – FC Zoegdidi
- 2006 – Mglebi Zoegdidi
- 2009 – Baia Zoegdidi
- 2012 – FK Zoegdidi
- 2020 – Dinamo Zoegdidi

## Eindklasseringen (grafiek) vanaf 1990
| 8 |

| 7 |

| 6 |

| 14 |

| 12 |

| 5 |

| 11 |

| 6 |

| 5 |

| 15 |

| 5 |

| 12 |

| 8 |

| 1 |

| ? |

| ? |

| 12 |

| 1 |

| 7 |

| 7 |

| 8 |

| 6 |

| 7 |

| 6 |

| 11 |

| 12 |

| 14 |

| 7 |

| 10 |

| 1 |

| 7 |

| 5 |

| 7 |

| 9 |

| 15 |

| Erovnuli Liga | Erovnuli Liga 2 | Liga 3 (Georgië) | Liga 4 |

## Bekende (oud-)spelers
- Akaki Devadze
- Zaza Dzjanasjia